# KLRC1
KLRC1 (англ. Killer cell lectin like receptor C1) – білок, який кодується однойменним геном, розташованим у людей на 12-й хромосомі. Довжина поліпептидного ланцюга білка становить 233 амінокислот, а молекулярна маса — 26 314.
| 10         |  | 20         |  | 30         |  | 40         |  | 50         |
| ---------- |  | ---------- |  | ---------- |  | ---------- |  | ---------- |
| MDNQGVIYSD |  | LNLPPNPKRQ |  | QRKPKGNKNS |  | ILATEQEITY |  | AELNLQKASQ |
| DFQGNDKTYH |  | CKDLPSAPEK |  | LIVGILGIIC |  | LILMASVVTI |  | VVIPSTLIQR |
| HNNSSLNTRT |  | QKARHCGHCP |  | EEWITYSNSC |  | YYIGKERRTW |  | EESLLACTSK |
| NSSLLSIDNE |  | EEMKFLSIIS |  | PSSWIGVFRN |  | SSHHPWVTMN |  | GLAFKHEIKD |
| SDNAELNCAV |  | LQVNRLKSAQ |  | CGSSIIYHCK |  | HKL        |  |            |

A: Аланін

C: Цистеїн

D: Аспарагінова кислота

E: Глутамінова кислота

F: Фенілаланін

G: Гліцин

H: Гістидин

I: Ізолейцин

K: Лізин

L: Лейцин

M: Метіонін

N: Аспарагін

P: Пролін

Q: Глутамін

R: Аргінін

S: Серин

T: Треонін

V: Валін

W: Триптофан

Кодований геном білок за функцією належить до рецепторів. 
Задіяний у такому біологічному процесі, як альтернативний сплайсинг. 
Білок має сайт для зв'язування з лектинами. 
Локалізований у мембрані.